# Mohammed Yaqub Khan
Mohammed Yaqub Khan (1849 – 1923) fue emir de Afganistán entre febrero y octubre de 1879. En 1879 firmó el Tratado de Gandamak con motivo de impedir que los británicos invadieran más territorio de Afganistán pero se vio obligado a abdicar ese mismo año.